# Andrés López de Noche
Andrés López de Noche (en inglés: Andrés López by Night) fue un programa de entrevistas en español que se transmitió de 2012 a 2014 en toda Latinoamérica en el canal OnDirecTV.
Fue lanzado el 1 de noviembre de 2012 por DirecTV Latin America. Cada semana López entrevistó a dos celebridades latinoamericanas. El espectáculo no fue renovado después de su tercera temporada en 2014.

## Entrevistas
Algunos de los invitados que el show dio su bienvenida en la primera temporada fueron: El cantautor dominicano Wilfrido Vargas, el periodista y presentador cubano Ismael Cala, cantante colombiano Andrés Cepeda (cantante), la cantante colombiana Fanny Lu, el cantante y actor puertorriqueño Carlos Ponce, la cantante y actriz peruana Stephanie Cayo, el colombiano John Paul Ospina, la agrupación colombiana Chocquibtown, el cantautor chileno Alberto Plaza, el cantante colombiano Jiggy Drama , el cantante colombiano Santiago Cruz, la presentadora colombiana Andrea Serna, la actriz ecuatoriana Marisol Romero, la comediante venezolana Erika de la Vega, el chef mexicano José Ramón Castillo, el comediante argentino Micky McPhantom, la actriz y presentadora ecuatoriana Erika Vélez, la actriz colombiana Juanita Acosta, la modelo colombiana Catalina Maya, la actriz colombiana Margarita Rosa de Francisco, la actriz colombiana Maritza Rodríguez, la actriz venezolana Johanna Morales, el empresario y fundador de Open English Andrés Moreno y el actor Adrián Lara, entre otros.115116
En la segunda temporada de Andrés López de Noche que empezó a trasmitirse a principio de septiembre del 2013 fueron invitados, la Banda Argentina Miranda!, la presentadora venezolana Daniela Kosan, la banda chilena Los Búnkeres, la escritora Colombiana Ángela Becerra, la actriz mexicana Paola Nuñez, el cantautor argentino Coti, la banda mexicana Kinky, la cantante española India Martínez, el músico español Álex Ubago, actor Venezolano Juan Alfonso Baptista "Gato", la cantante puertorriqueña Kany García, el músico argentino Kevin Johansen, la actriz argentina Coki Ramírez, el colombiano Carlos Catano voz de ESPN Latinoamérica, el colombiano Alex Pinilla voz oficial de NatGeo Latinoamérica, la actriz colombiana Lorna Cepeda, el cantante cubano Amaury Gutiérrez, la banda argentina Tan Bionica, la presentadora y modelo venezolana Maité Delgado, la presentadora y empresaria chilena Cecilia Bolocco, el actor colombiano Andrés Parra, la actriz y modelo Taliana Vargas, el compositor y cantante ecuatoriano Juan Fernando Velasco, la banda argentina Illya Kuryaki and the Valderramas, el periodista colombiano Juan Carlos Arciniegas, el actor ecuatoriano Roberto Manrique, el cantautor chileno Beto Cuevas.117118

## Alcance
El programa llegó a distintos países de Latinoamérica como:
Colombia, Ecuador, Perú, Venezuela, Argentina, Chile, Uruguay, Puerto Rico, Trinidad y Tobago, Aruba, Curazao, Barbados.